# 焦旭祥
焦旭祥（1960年10月—），河南内黄人，1976年12月工作，1978年12月加入中共，中央党校大学学历。现任浙江省发改委党组副书记、副主任。

## 简历
曾任浙江省计划与经济委员会干部处副处长、直属机关党委副书记兼人事处副处长，浙江省发改委人事处处长，浙江省发改委副主任。
2019年4月任浙江省发改委党组副书记、副主任。